# The Essential Jacksons
The Essential Jacksons è una raccolta del gruppo musicale statunitense The Jacksons, pubblicata nel 2004 dalla Epic Records.

## Tracce
1. Enjoy Yourself – 3:39
2. Show You the Way to Go – 5:26
3. Goin' Places – 4:28
4. Find Me a Girl – 4:32
5. Blame It on the Boogie – 3:30
6. Shake Your Body (Down to the Ground) – 7:57
7. Lovely One – 4:49
8. This Place Hotel – 5:43
9. Can You Feel It – 5:58
10. Walk Right Now – 6:26
11. State of Shock – 4:30
12. 2300 Jackson Street – 5:05
13. Nothin' (That Compares to You) – 5:24
14. Don't Stop 'til You Get Enough (Live from the Triumph Tour) – 4:44 – brano di Michael Jackson tratto dall'album dal vivo The Jacksons Live!